# Gouwe-aquaduct
Het Gouwe-aquaduct is een aquaduct dat het verkeer op de rijksweg A12 de Gouwe ongehinderd laat kruisen. Dit kunstwerk bevindt zich ten westen van Gouda, vlak voor de aansluiting van de A20 en de A12 in de gemeente Waddinxveen.
Het aquaduct werd op 6 oktober 1981 voor het verkeer opengesteld. De oude brug was een groot knelpunt doordat er geen middengeleiderail op was, de rijstroken smal waren en er te weinig invoegruimte voor de richting Rotterdam aanwezig was. Om deze reden was de maximale snelheid beperkt tot 70 kilometer per uur. De gekanaliseerde Gouwe is relatief smal, maar wordt door veel scheepvaart gebruikt, bij het aquaduct is de vaarweg 38 meter breed.

## Historie
Nadat in 1936 de Julianasluis en het Gouwekanaal waren opengesteld, werd in 1938 een basculebrug over de Gouwe aangebracht in de toen nieuwe rijksweg. Deze brug had lange tijd voldoende capaciteit en openingssnelheid voor het toenmalige verkeer. Met de toenemende automobiliteit kwam daar in de jaren zeventig van de twintigste eeuw al gauw een eind aan. Bij openen van de brug ontstonden lange files, terwijl de openingstijden voor de scheepvaart ook tot enkele malen per dag beperkt moesten worden. Met de opening van het aquaduct kwam hieraan een eind. Het brede wegvlak geeft de zich hierop kruisende dan wel in- of uitvoegende verkeersstroom de benodigde ruimte.
De afmetingen lieten zich bepalen door de drukte op het water en de drukte op de weg. Om ook aan de toekomstige drukte op de weg te kunnen voldoen is er een 2 × 4 baans snelweg aangelegd inclusief vluchtstrook. De uiteindelijke lengte van het aquaduct is op die manier 46 meter geworden, van muur tot muur. De lengte van de autotunnel is tot stand gekomen door de voorwaarden dat de helling van de toeritten niet meer dan 1:40 (4,36%) mocht zijn en dat de vrije hoogte in de tunnel minimaal 4,5 meter moest zijn. Dit heeft een bak opgeleverd met een totale lengte van 699 meter, waarvan 70 meter onder het aquaduct.

## Bouwmethode
Omdat het scheepvaartverkeer door moest kunnen gaan tijdens de constructie is het aquaduct in twee delen geconstrueerd. Als eerste stap is er aan de oostzijde een open bouwput gemaakt met damwanden tot in een diepe zandlaag. Deze bouwput reikte tot halverwege de Gouwe. Een onderwaterbetonvloer zorgt vervolgens voor voldoende waterdichte afsluiting, waarna de constructievloer gestort is, die verbonden is aan de trekpalen. Op die manier wordt opdrijven door de waterdruk voorkomen. Hierna is de eerste helft van de aquaductbak aangelegd. Deze is in 31 secties verdeeld, onderling verbonden met waterdichte voegen.
Na aanleg van de constructie aan een kant, is het afgebouwde gedeelte onder water gelopen en is precies hetzelfde proces, maar nu aan de westkant, gevolgd om het aquaduct af te bouwen. Naast de onderdoorgang onder het aquaduct, moesten er ook nog drie wegen over de snelweg geleid worden. De constructie is uiteindelijk voltooid in oktober 1981.

## Nieuwe functie voor oude brug
Het aquaduct is ruim honderd meter ten noorden van de oude oeververbinding aangebracht. De oude brug heeft na renovatie een functie gekregen in het regionale verkeer onder de naam Coenecoopbrug.

## Afbeeldingen

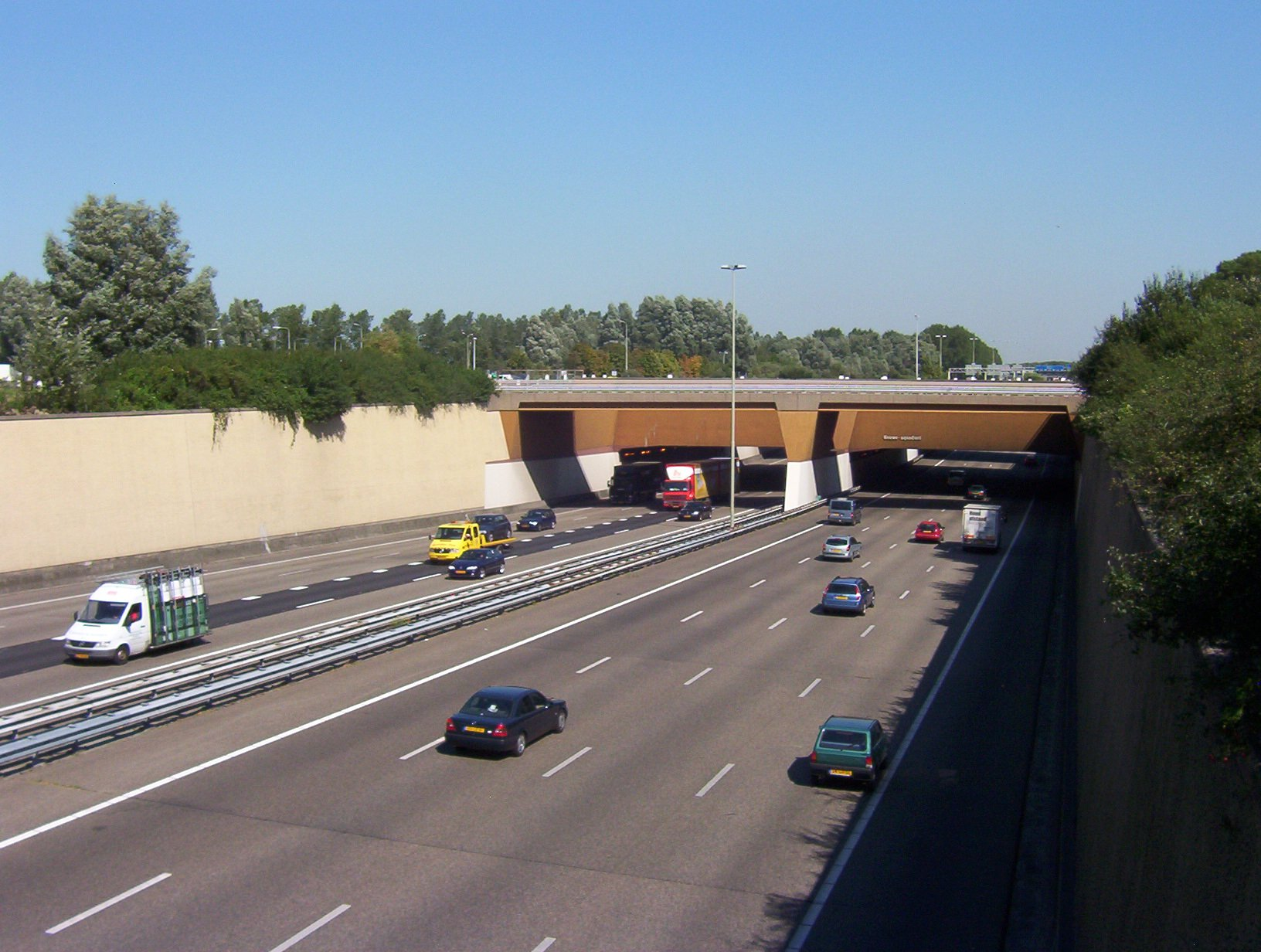
Gouwe-aquaduct gezien vanuit richting Rotterdam/Den Haag
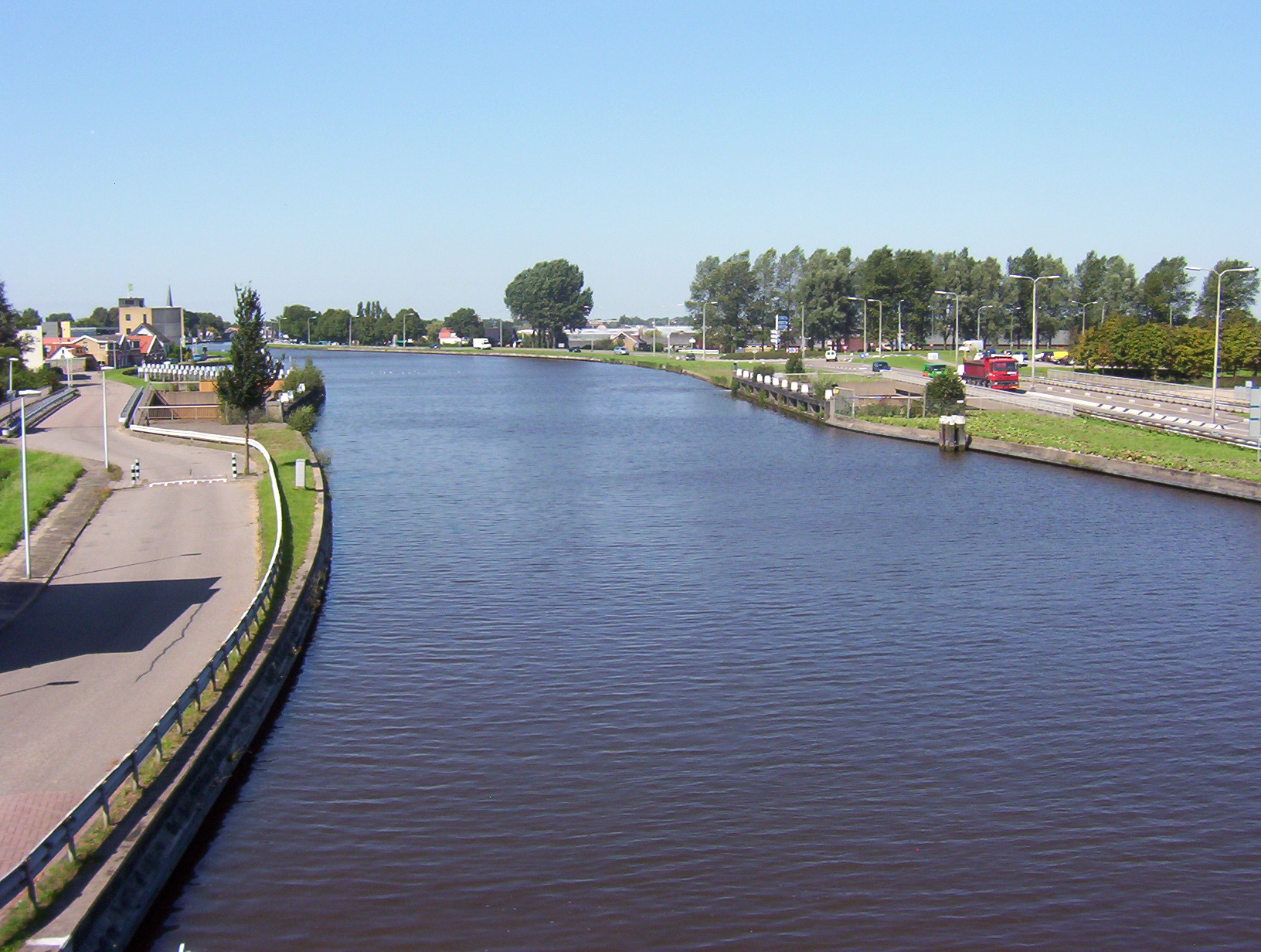
De Gouwe stroomt rustig over het aquaduct
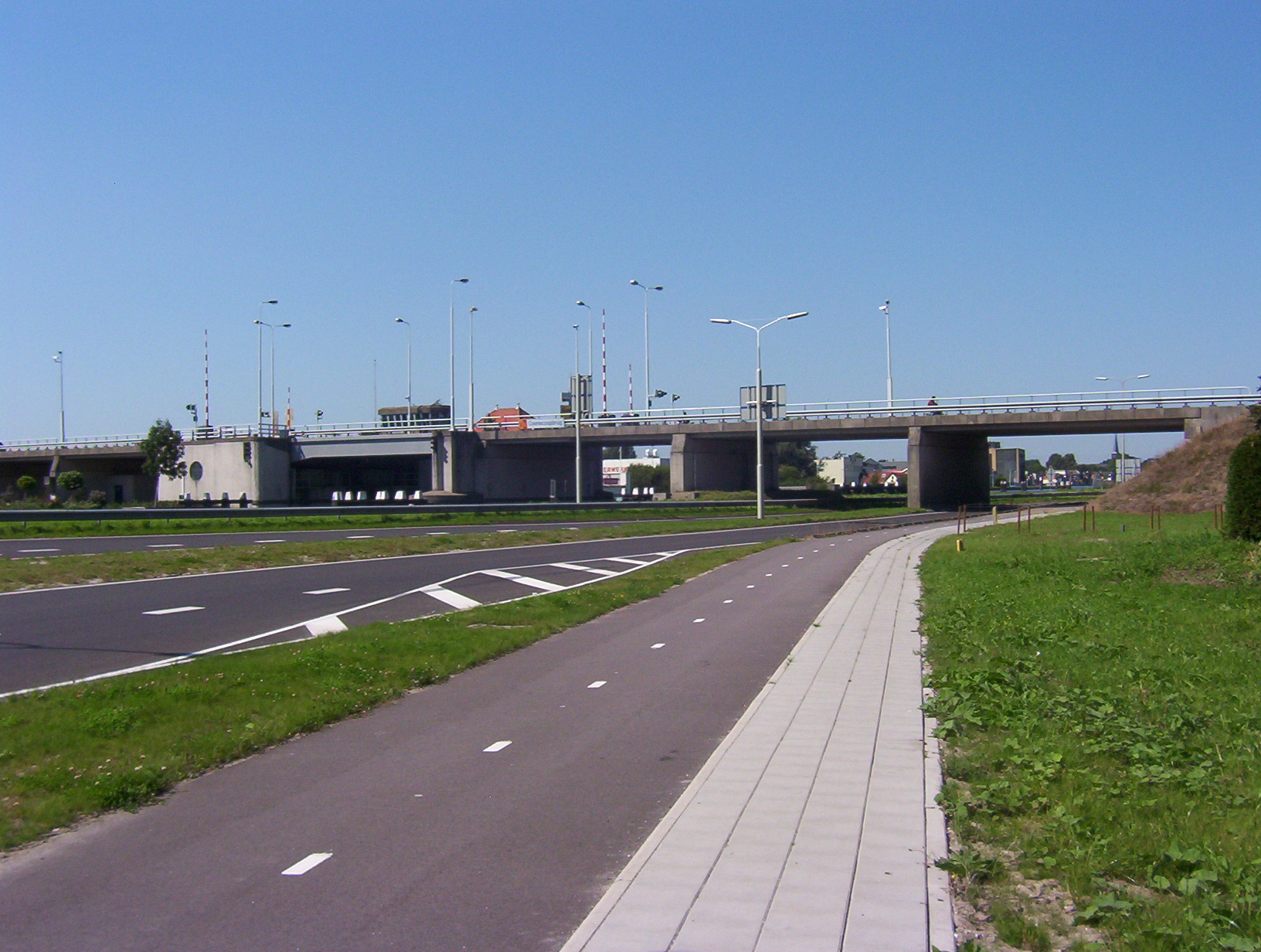
De Coenecoopbrug (nu) voor het regionale verkeer

Hefbrug Gouwesluis ·
Gouwespoorbrug ·
Alphen-aquaduct ·
Hefbrug Boskoop ·
Hefbrug Waddinxveen ·
Amaliabrug ·
Gouwe-aquaduct ·
Coenecoopbrug ·
Lage Gouwespoorbrug ·
Hoge Gouwespoorbrug ·
Julianasluisbrug Noord ·
Julianasluisbrug Zuid